# Тарасенко Олександр Григорович
Олександр Григорович Тарасенко (нар. 27 жовтня 1943, село Рівне, тепер Новоукраїнського району Кіровоградської області) — український діяч, 1-й секретар Бобринецького райкому КПУ, 1-й секретар Знам'янського міськкому КПУ Кіровоградської області, голова Агентства з питань банкрутства. Народний депутат України 1-го скликання.

## Біографія
Народився у родині службовця.
У 1960—1961 роках — робітник Новоукраїнського цукрозаводу; телеграфіст Новоукраїнської районної контори зв'язку Кіровоградської області. У 1961—1962 роках — електрик-монтажник спеціалізованого монтажного управління тресту «Південсхідмонтажавтоматика» міста Волгодонська Ростовської області РРФСР.
У 1962—1965 роках — служба в Радянській армії.
Член КПРС з 1965 по 1991 рік.
У 1965—1970 роках — студент Уманського сільськогосподарського інституту імені Горького, вчений агроном.
У 1970—1971 роках — головний агроном колгоспу «Заповіт Леніна» Новоукраїнського району Кіровоградської області.
У 1971—1974 роках — інструктор Новоукраїнського районного комітету КПУ Кіровоградської області.
Закінчив Вищу партійну школу при ЦК КПУ.
У 1974—1979 роках — голова колгоспу імені Шевченка Новоукраїнського району Кіровоградської області.
У квітні 1979—1982 роках — 2-й секретар Новоукраїнського районного комітету КПУ Кіровоградської області.
У 1982 році — інструктор відділу організаційно-партійної роботи Кіровоградського обласного комітету КПУ.
У липні 1982 — лютому 1985 року — голова виконавчого комітету Бобринецької районної Ради народних депутатів Кіровоградської області.
У лютому 1985—1988 роках — 1-й секретар Бобринецького районного комітету КПУ Кіровоградської області.
У 1988—1991 роках — 1-й секретар Знам'янського міського комітету КПУ Кіровоградської області.
У 1990—1991 роках — голова Знам'янської районної Ради народних депутатів Кіровоградської області.
18.03.1990 року обраний народним депутатом України, 2-й тур 55,04 % голосів, 4 претендентів. Входив до групи «Рада», «За соціальну справедливість». Секретар, заступник голови Комісії ВР України з питань оборони і державної безпеки.
У травні 1994 — червні 1996 року — 1-й заступник голови Фонду державного майна України.
У червні 1996 — травні 1998 року — голова Агентства з питань запобігання банкрутству підприємств та організацій. У травні 1998 — березні 2000 року — голова Агентства з питань банкрутства.
Потім — на пенсії.
Нагороджений двома медалями.